# La connexió Argan
La connexió Argan va ser un grup de fusió de músics originaris de Catalunya i Marroc. Basat en l'intercanvi d'un grup de músics originaris de Vic i Agadir, van desenvolupar música des de la tradició amaziga i combinant-la amb el jazz contemporani que mescla realitats culturals de la Mediterrània. Trobaven en la improvisació una característica comuna a tots dos llenguatges musicals. El nom prové de l'argan, la fruita de l'argània, símbol de la identitat amaziga marroquina. TV3 va dedicar un documental al projecte. Durant la seva breu existència van fer concerts al Mercat de Música Viva de Vic i a festivals de jazz a Múnic (Alemanya), Terrassa, Tarragona i a Agadir (Marroc) durant l'estiu i la tardor de 2005.

## Discografia
- An'Yalkam/Connexió Argan (2005)[6]